# Amietophrynus danielae
Amietophrynus danielae là một loài cóc thuộc họ Bufonidae. Đây là loài đặc hữu của Bờ Biển Ngà. Môi trường sống tự nhiên của chúng là rừng ẩm vùng đất thấp nhiệt đới hoặc cận nhiệt đới và các đồn điền.